# Trachtenmuseum (Ochsenfurt)
Das Trachtenmuseum in Ochsenfurt im unterfränkischen Landkreis Würzburg ist ein Spezialmuseum, welches regionale Trachten in ihren verschiedenen Erscheinungsformen präsentiert. Das Trachtenmuseum zählt zu den überregional bedeutenden nichtstaatlichen Museen Bayerns. 

## Gebäude
Das Trachtenmuseum ist im Greisinghaus in Ochsenfurt untergebracht, einem dreigeschossigen Bau des Würzburger Barockbaumeisters Joseph Greising aus dem Jahr 1717. 

## Exponate und Themen
Das Trachtenmuseum widmet sich der Tracht des Ochsenfurter Gaus mit ihren zahlreichen Abstufungen und Varianten. Die am reichsten verzierte Tracht in Unterfranken ist Ausdruck des Reichtums, der Freude und der Trauer. Neben der höchsten Festtracht, der Marienbild- und auch Werktagstracht, werden Accessoires wie Perlhandschuhe, Gebetbücher, bestickte Schuhe und
Strümpfe mit aufwändigen Strickmustern genau so präsentiert, wie hochwertige Stoffe aus Kaschmir, Schultertücher aus Atlas, prächtige Mutzen (Oberteile) aus Samt und Seide sowie prunkvolle Granat-Kreuzgehänge. Die Themen „Wäschepflege“, „Herstellung“ und „Tracht heute“ werden im 2. Obergeschoss behandelt. Zudem besteht die Möglichkeit, im „Anziehkämmerle“ eine rekonstruierte Tracht anzuprobieren.